# Frejas pärlemorfjäril
Frejas pärlemorfjäril, Boloria freija, är en fjärilsart som beskrevs av Carl Peter Thunberg, 1791. Enligt Artfakta ingår Frejas pärlemorfjäril i släktet Boloria men enligt Catalogue of Life är tillhörigheten istället släktet Clossiana. Enligt båda källorna tillhör Frejas pärlemorfjäril familjen praktfjärilar, Nymphalidae. Arten är reproducerande i både Sverige och Finland. Enligt den finländska rödlistan är arten nära hotad, NT i Finland, medan den i Sverige är bedömd som livskraftig, LC.

## Utbredning
Dess utbredning är cirkumpolär på norra halvklotet och omfattar områden av norra Europa, norra Asien och norra Nordamerika. Den finns även i en del bergstrakter längre söderut, som Uralbergen och Klippiga bergen, samt på den japanska ön Hokkaido.

## Utseende
Frejas pärlemorfjäril har som andra pärlemorfjärilar orangeröda vingar med ett mönster av brunsvarta fläckar, ordnade i tvärband. Närmast liknar den arktisk pärlemorfjäril och högnordisk pärlemorfjäril, men är något ljusare och livligare tecknad på undersidan än dessa. Vingbredden är 34 till 44 millimeter.

## Ekologi
Flygtiden för imago fjäril är i Norden vanligen från maj till juli, men tidigare eller senare flygtid förekommer beroende på breddgrad och höjd. Dess habitat är främst mossar och tundraliknande gräsområden, som fjällhedar. Larven lever på växter som tranbär och ripbär. Arten övervintrar som larv.

## Underarter
Elva underarter finns listade i Catalogue of Life.
- Clossiana freija antipodes Churkin & Yakovlev, 2024
- Clossiana freija batchimeg Churkin & Yakovlev, 2024
- Clossiana freija browni Higgins, 1953
- Clossiana freija calais (Fruhstorfer, 1922)
- Clossiana freija daisetuzana Matsumura
- Clossiana freija freija (Thunberg, 1791)
- Clossiana freija gunderi (Harper, 1933)
- Clossiana freija jakutensis (Wnukowsky, 1927)
- Clossiana freija nabokovi (Stallings & Turner, 1947)
- Clossiana freija pallida (Elwes, 1899)
- Clossiana freija tarquinius Curtis

## Bildgalleri

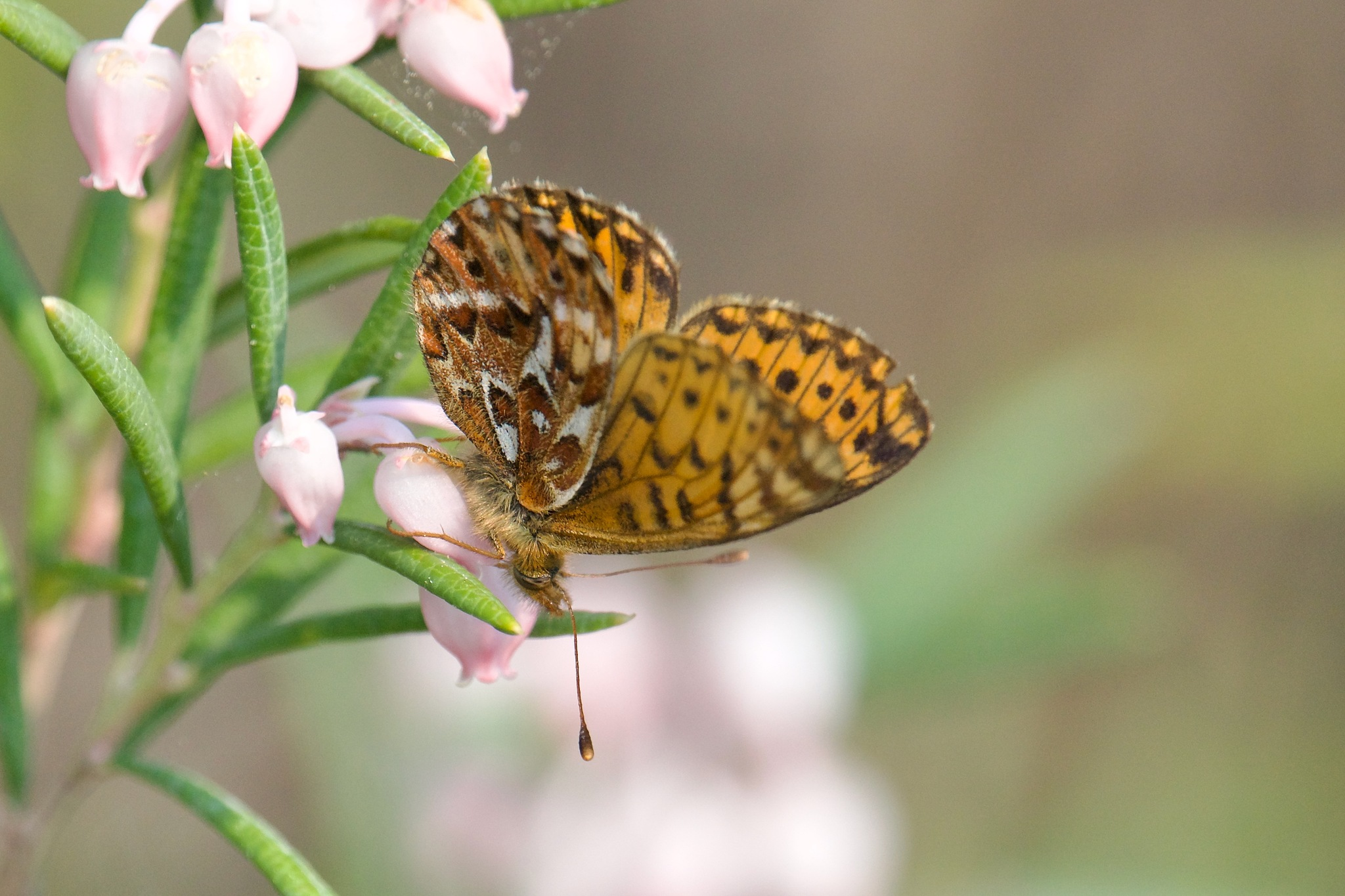
Imago fjäril undersida
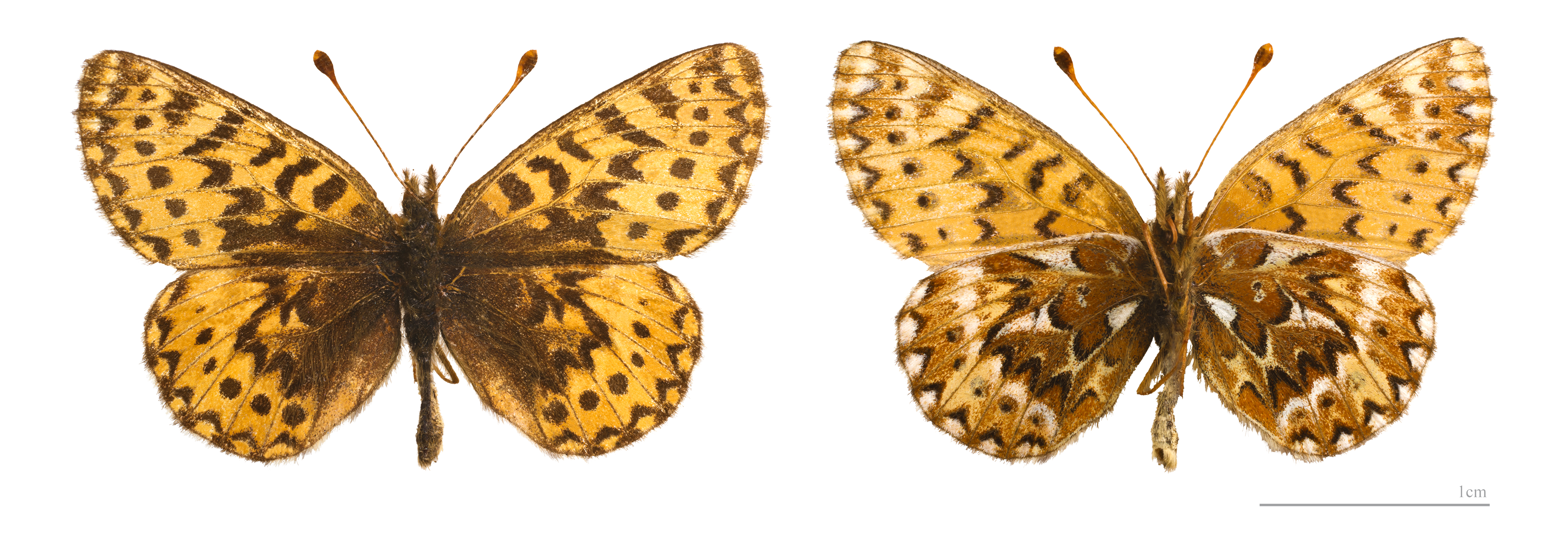
Preparerad (uppnålad) imago fjäril, en hane (över- och undersida av samma fjäril.)